# 제1해군보병사단
제1해군보병사단(독일어: 1. Marine-Infanterie-Division)은 1945년 2월 스테틴에서 해군저격병여단 노르트를 기반으로 편성되었다. 여러 가지 이유로 사단은 여러 문서에서 여러 이름으로 등장하지만 정식 명칭은 1.Marine-Infanterie-Division이다. 이 사단은 육군의 1945년형 사단에 해당한다.
제2차 세계 대전 당시 독일 해군의 보병 사단을 전문적 상륙/지상전 교육 및 훈련을 받은 해병대와 동일한 개념은 아니다. 당시 급조된 독일 해군의 보병 사단은 수상함대가 전멸하고 유보트도 힘을 못쓰게 되면서 남아돌게 된 해군 장교와 부사관, 수병들을 긁어모아 급히 편성했기 때문에 육상 전투에 대해서는 전문가가 아니었고, 전투력은 의심스러웠다.

## 부대 편성
- 제1해군보병연대
- 제2해군보병연대
- 제4해군보병연대
- 제1해군포병연대
- 제1대전차대대
- 제1해군야전보충대대 ("Feldersatz")
- 제1해군공병대대 (1945년 4월 15일 배속)
- 제1해군통신대대
- 제1퓨질리어중대 (뒤에 대대로 확장)

보충 병력은 베저뮌데 근처 뤼버스테트에 위치한 제1해군보병교육대대에서 보충받았다.

## 지휘관
- 한스 하르트만 중장 : 1945년 1월 31일 ~ 1945년 2월 28일
- 빌헬름 블렉벤 중장 (육군) : 1945년 2월 28일 ~ 1945년 5월 8일

## 부대 참전 연혁
| 기간                    | 군단        | 군        | 집단군        | 지역        |
| ----------------------- | ----------- | --------- | ------------- | ----------- |
| 1945년 2월 ~ 1945년 3월 | 오데르 군단 | 제9군     | 바이셀 군집단 | 스테틴 주변 |
| 1945년 4월              | 제46군단    | 제3기갑군 | 바이셀 군집단 | 스테틴 주변 |